# Liste des villes jumelées de Suède
 (décembre 2016).

Carte de la Suède.

Ceci est la Liste des villes jumelées de Suède ayant des liens permanents avec des communautés locales dans d'autres pays. Dans la plupart des cas, en particulier quand elle est officialisée par le gouvernement local, l'association est connue comme « jumelage » (même si d'autres termes, tels que « villes partenaires », « Sister Cities » ou « municipalités de l'amitié » sont parfois utilisés). La plupart des endroits sont des villes, mais cette liste comprend aussi des villages, des districts, comtés, etc., avec des liens similaires.
- Haut – A
- B
- C
- D
- E
- F
- G
- H
- I
- J
- K
- L
- M
- N
- O
- P
- Q
- R
- S
- T
- U
- V
- W
- X
- Y
- Z

## E

### Eskilstuna[1]
| - Linyi, Chine - Esbjerg, Danemark - Haapsalu, Estonie - Jyväskylä, Finlande - Erlangen, Allemagne | - Fjarðabyggð, Islande - Mysore, Inde - Jūrmala, Lettonie - Stavanger, Norvège - Gatchina, Russie | - Lviv, Ukraine - Usangi, Tanzanie - Luton, Royaume-Uni - Bridgeton (New Jersey), États-Unis |

## K

### Kalmar
- Gdańsk, Pologne (depuis 1991)(pl + en)[2]

## L

### Lekeberg[3]
- Dundaga,  Lettonie

## N

### Norrköping
- Riga, Lettonie (depuis les années 1990)[4]

## O

### Oxelösund
Oxelösund est un membre du  Douzelage, une association de  jumelage de 27 villes à travers l’Union européenne. Ce jumelage actif a commencé en 1991 et il y a des événements réguliers, comme un marché de produits de chacun des autres pays et festivals,.
| - Judenburg, Autriche - Houffalize, Belgique - Sušice, République tchèque - Holstebro, Danemark - Türi, Estonie - Karkkila, Finlande - Granville, France - Bad Kötzting, Allemagne - Preveza, Grèce | - Kőszeg, Hongrie - Bellagio, Italie - Bundoran, République d’Irlande - Sigulda, Lettonie - Prienai, Lituanie - Niederanven, Luxembourg - Marsaskala, Malte - Meerssen, Pays-Bas - Chojna, Pologne | - Sesimbra, Portugal - Zvolen, Slovaquie - Altea, Espagne - Sherborne, Royaume-Uni - Siret - Agros - Škofja Loka - Tryavna |

## P

### Piteå
- Saint-Barthélemy, France[7]

## S

### Stockholm
- Riga, Lettonie[4]

## V

### Västerås
- Gaborone, Botswana[8]

## Sources
- (en) Cet article est partiellement ou en totalité issu de l’article de Wikipédia en anglais intitulé « List of twin towns and sister cities in Sweden » (voir la liste des auteurs).